# PGC 1390552
LEDA/PGC 1390552 ist eine Galaxie im Sternbild Pegasus nördlich der Ekliptik, die schätzungsweise 402 Millionen Lichtjahre von der Milchstraße entfernt ist. Im selben Himmelsareal befinden sich u. a. die Galaxien NGC 7190 und IC 5160.